# Przewalskia tangutica
Przewalskia  es un género monotípico de plantas de la subfamilia Solanoideae, familia Solanaceae. Su única especie: Przewalskia tangutica es originaria de China.

## Descripción
Es una planta herbácea glandular y vellosa, con raíces cilíndricas de 1-2,5 cm de diámetro. Los tallos alcanzan un tamaño de 4-30 cm de altura y en parte se encuentran bajo tierra. El pecíolo de las hojas superiores mide de 2 a 5,5 cm, las hojas son elípticas, ovales o en forma de espátula, de 10-17 × 1-4,5 cm, con vellosidad glandular, glabras o ciliadas. El margen es entero, ondulado o dentado. La inflorescencia es axilar con pedúnculos de 2-3 mm y pedicelo de 5-10 mm. La corola, de 2,5 cm, es de color amarillo o violeta con el interior púrpura. El fruto es una cápsula de 2,1 cm de diámetro, con pequeñas semillas (unos 3 mm) de color marrón negruzco. Florece entre junio y julio y fructifica de julio a septiembre.

## Distribución y hábitat
Se encuentra en zonas arenosas alpinas o pastizales secos o tierras anegadas, a una altitud de 3200-5000 m s. n. m., en Gansu, Qinghai, Sichuan y Xizang.

## Usos
Las raíces se utilizan como medicina para aliviar espasmos musculares, dolor e inflamación.

## Taxonomía
Przewalskia tangutica fue descrita por Carl Maximowicz y publicado en Mélanges Biologiques Tires du Bulletin (Physico-Mathématique de l'Académie Impériale des Sciences de St.-Pétersbourg) 11: 275, en el año 1881.
Sinonimia
- Mandragora shebbearei C.E.C.Fisch.
- Przewalskia roborowskii Batalin
- Przewalskia shebbearei (C.E.C. Fisch.) Grubov[3]